# 厅局级副职
厅局级副职，中央机关称司局级副职（又称副司级、副局级），地方机关称地厅级副职（又称副地级、副厅级），是中华人民共和国公务员体系中第六级别的干部，对应级别为15级至10级。厅局级副职对应综合管理类公务员职级的二级巡视员、事业单位的管理四级职员。
副部级机关内设机构、副省级城市机关的司局级正职（通称正局级，俗称正局副厅级）对应15级至10级，等同于厅局级副职。

## 相应职级、衔级、等级

### 公务员、事业单位工作人员、军队文职人员
| 公务员     | 公务员                    | 公务员     | 公务员                 | 公务员     | 公务员                 | 公务员               | 公务员               | 公务员               | 公务员           | 公务员                   | 公务员      | 公务员       | 公务员         | 公务员            | 公务员               | 事业单位 工作人员 | 军队 文职 人员 | 对应 领导职务 层次 |
| 职级       | 职级                      | 职级       | 职级                   | 职级       | 职级                   | 职级                 | 职级                 | 职级                 | 衔级             | 衔级                     | 衔级        | 单独职务序列 | 单独职务序列   | 其他类型 职务等级 | 其他类型 职务等级    | 岗位级别          | 岗位级别       | 对应 领导职务 层次 |
| 综合管理类 | 综合管理类                | 专业技术类 | 专业技术类             | 行政执法类 | 行政执法类             | 审判（检察）辅助人员 | 审判（检察）辅助人员 | 审判（检察）辅助人员 | 人民 警察        | 海关                     | 消防 国家队 | 人民法院     | 人民检察院     | 监察机关          | 海事机构             | 岗位级别          | 岗位级别       | 对应 领导职务 层次 |
| 普通       | 消防救援队伍 管理指挥干部 | 普通       | 人民警察 警务技术 警员 | 普通       | 人民警察 执法勤务 警员 | 法官助理             | 检察官助理           | 书记员               | 警衔             | 关衔                     | 消防 救援衔 | 法官 等级    | 检察官 等级    | 监察官 等级       | 海事职务 等级        | 管理岗            | 管理岗位       | 对应 领导职务 层次 |
| ---------- | ------------------------- | ---------- | ---------------------- | ---------- | ---------------------- | -------------------- | -------------------- | -------------------- | ---------------- | ------------------------ | ----------- | ------------ | -------------- | ----------------- | -------------------- | ----------------- | -------------- | ------------------ |
| 一级巡视员 | 一级专员                  | 一级总监   | 警务技术一级总监       | 未设置     | 一级警务专员           | 未设置               | 未设置               | 未设置               | 未规定           | 未设置                   | 未设置      | 一级高级法官 | 一级高级检察官 | 一级高级监察官    | 未设置               | 三级职员          | 未设置         | “正局副厅级”       |
| 二级巡视员 | 二级专员                  | 二级总监   | 警务技术二级总监       | 督办       | 二级警务专员           | 特级法官助理         | 特级检察官助理       | 未设置               | 二级警监三级警监 | 二级关务监督三级关务监督 | 一级指挥长  | 二级高级法官 | 二级高级检察官 | 二级高级监察官    | 二级副总监三级副总监 | 四级职员          | 局级副职       | 厅局级副职         |

1. 1 2  海关关衔，只能授予国家公务员[3]。人民警察警衔、消防救援衔未对授予对象的编制性质作出规定[4][5]（使用事业编制的人民警察，也可以授予警衔；使用事业编制的国家综合性消防救援队伍管理指挥人员、专业技术人员，也可以授予消防救援衔）。海事机构海事职务等级明确规定可以授予事业单位管理岗位四级职员以下级别人员（副局级以下）[6]。
2. 1 2  本表内，人民警察警衔、海关关衔、海事机构海事职务等级只代表其职务等级（行政级别）对应的编制衔级（职务等级）。《中华人民共和国人民警察警衔条例》第五条规定，“警衔高的人民警察对警衔低的人民警察，警衔高的为上级。当警衔高的人民警察在职务上隶属于警衔低的人民警察时，职务高的为上级[4]。”《中华人民共和国海关关衔条例》第五条规定，“关衔高的海关工作人员对关衔低的海关工作人员，关衔高的为上级。当关衔高的海关工作人员在职务上隶属于关衔低的海关工作人员时，职务高的为上级[3]。”《交通运输部海事局海事职务（技能）等级标识制管理办法》第四条规定，“职务等级标识高的人员对职务等级标识低的人员，职务等级标识高的人员为上级。当职务等级标识高的人员在行政职务上隶属于职务等级标识低的人员，或职务等级标识相同时，行政职务高的为上级[6]。”
3. ↑  此表所列法官等级、检察官等级与行政级别的对应关系，只反映2016年时各级法院、检察院司法改革时由行政级别套改为单独职务序列时的对应关系[7]。根据司法改革的相关规定，改革后，法官、检察官入额后的单独职务序列与公务员的行政职务序列没有一一对应关系[8]。
4. ↑  使用政法专项编制、已经进行公务员登记的法官助理、检察官助理、书记员，虽不属于综合管理类公务员，但原则上也按照综合管理类公务员进行管理[9]。（注：聘用制法官助理、聘用制检察官助理、聘用制书记员不属于国家公务员，不适用此表）

### 现役军人
| 解放军军衔 | 解放军军衔 | 解放军军衔 | 解放军军衔 | 武警部队警衔 | 对应 军事级别 |
| 陆军       | 海军       | 空军       | 火箭军     | 武警部队警衔 | 对应 军事级别 |
| ---------- | ---------- | ---------- | ---------- | ------------ | ------------- |
| 陆军大校   | 海军大校   | 空军大校   | 火箭军大校 | 武警大校     | 副师职        |

## 相應职务和機構

### 中央單位
- 部分國有企業（多位於省級行政區之下）

### 地方單位
- 副省级市轄區黨委、人大常委會、人民政府、政協地方委員會正職
- 地級行政區黨委、人大常委會、人民政府、政協地方委員會副職（除副省级市以外）[10]
- 县委书记、县长高配副地級的县级行政區正職
- 高校黨委副書記，副校長，紀委書記
- 地級行政區監察委員會、人民法院、人民檢察院正职
- 二級巡視員、二級總監、督辦、二級警務專員、二級高級法官、二級高級檢察官

## 待遇
住宿时，司局级及以下人员住单间或标准间。